# Voievoda
Воевода (títol original en rus, en català El voivoda) és una obra dramaticomusical en tres actes composta  per Piotr Ilitx Txaikovski sobre un llibret en rus d'Aleksandr Ostrovski i Piotr Ilitx Txaikovski, basat en El voivoda d'Aleksandr Ostrovski. Es va estrenar el 30 de gener de 1869 al Teatre Bolxoi de Tverskoi.